# Vyšná Slaná
Vyšná Slaná – wieś (obec) na Słowacji położona w kraju koszyckim, w powiecie Rożniawa. Pierwsze wzmianki o miejscowości pochodzą z roku 1326. 
Według danych z dnia 31 grudnia 2012, wieś zamieszkiwało 515 osób, w tym 260 kobiet i 255 mężczyzn.
W 2001 roku rozkład populacji względem narodowości i przynależności etnicznej wyglądał następująco:
- Słowacy – 99,62%
- Romowie – 0,19%
- Węgrzy – 0,19%

Ze względu na wyznawaną religię struktura mieszkańców kształtowała się w 2001 roku następująco:
- Katolicy rzymscy – 4,03%
- Grekokatolicy – 0,19%
- Ewangelicy – 85,99%
- Ateiści – 8,83%
- Nie podano – 0,96%